# Франсоа Пикар
Франсоа Пикар (на френски: François Picard) е бивш пилот от Формула 1.
Роден на 26 април 1921 година в Вилфранш сюр Сон, Франция.

## Формула 1
Франсоа Пикар прави своя дебют във Формула 1 в Голямата награда на Мароко през 1958 година. В световния шампионат записва 1 състезания като не успява да спечели точки. Състезава се с частен автомобил Купър.